# Акрелль, Карл Фредерик фон
Карл Фредерик Акрелль (швед. Carl Fredrik Akrell) — шведский генерал-лейтенант, инженер, картограф и педагог.

## Биография
Карл Фредерик фон Акрелль родился в Стокгольме 13 января 1779 года в семье гравера на меди Фредерика Акрелля (27 мая 1748 — 6 ноября 1804).
Поступив очень рано на военную службу, он вскоре был привлечен к землемерным и фортификационным работам, а затем принимал участие в 1813 году в сражениях у Гросберена, при Денневице и под Лейпцигом.
В 1808 году женился на Маргарет Гилленхаммер (швед. Gyllenhammar).
Возведенный в 1819 году в дворянское достоинство, он занимал с 1831 по 1856 должность начальника вновь открытого топографического корпуса, а с 1854 по 1862 и должность начальника им же организованного шведского телеграфного ведомства.
Акрелль издал целый ряд карт Швеции, которые отличаются как своею точностью, так и техническим исполнением; именно: большую карту всей Швеции вместе с топографическим и статистическим описанием (последнее также на немецком и французузском языках), карта дорог Швеции, карта для путешественников по южной Швеции, морские карты и т. д.
Для кадетов военной академии в Карлберге, учителем которого он был в 1807—1827 гг., Карл Фредерик фон Акрелль написал сочинение «Föreläsningar i Fortification» (Стокгольм, 1811).
В часы досуга он занимался гравированием на меди, в чем проявлял большое искусство.
Карл Фредерик фон Акрелль скончался 11 сентября 1868 года.

## Награды
- Орден Меча, рыцарский крест (RSO1kl) (1 ноября 1813, Королевство Швеция)
- Орден Святого Владимира 4-й степени (9 мая 1814, Российская империя)
- Золотая медаль «За храбрость на суше»[швед.] (май 1816, Королевство Швеция)
- Дворянский титул (21 мая 1819, Королевство Швеция)
- Орден Меча, командорский крест (KSO1kl) (11 мая 1838, Королевство Швеция)
- Орден Меча, командорский крест со звездой (большой крест) (KmtkSO) (28 апреля 1848, Королевство Швеция)
- Орден Святого Олафа, большой крест (StkNS:tOO) (12 июня 1855, Королевство Норвегия)
- Орден Данеброг, большой крест (StkDDO) (2 декабря 1858, Королевство Дания)